# Angelica Ippolito
Angelica Ippolito (Napoli, 8 settembre 1944) è un'attrice italiana, attiva dagli anni settanta.

## Biografia
Angelica Ippolito nasce e cresce a Napoli, figlia del geologo e ingegnere napoletano Felice Ippolito, importante fautore dello sviluppo dell'industria nucleare italiana negli anni sessanta, e della scrittrice abruzzese Isabella Quarantotti, che fu poi la terza e ultima moglie di Eduardo De Filippo. Il bisnonno paterno della madre era il filosofo e politico Filippo Masci (sua figlia Isabella Concetta Masci, infatti, era la nonna paterna della madre), mentre il banchiere ed economista Raffaele Mattioli, invece, era cugino di Giulia Mattioli, madre della Quarantotti.  
Interprete di formazione teatrale, attiva nel cinema e con esperienze anche nel teleteatro, debutta sul palcoscenico con lo stesso Eduardo nel 1975, lavorando in Li nepute de lu sinneco, 'O tuono 'e marzo, Uomo e galantuomo, De Pretore Vincenzo, Gli esami non finiscono mai e Na santarella.
Nel cinema ha recitato in film di genere commedia all'italiana e poliziottesco, vincendo nel 1977 il David di Donatello per la sua interpretazione in Oh, Serafina! di Alberto Lattuada.
È stata compagna di Gian Maria Volonté dal 1984 al 1994, anno della morte dell'attore.

## Filmografia

### Cinema
- La monaca di Monza, regia di Eriprando Visconti (1969) - non accreditata
- Il gatto selvaggio, regia di Andrea Frezza (1969)
- La sua giornata di gloria, regia di Edoardo Bruno (1969)
- Oh, Serafina!, regia di Alberto Lattuada (1976)
- Io ho paura, regia di Damiano Damiani (1977)
- Il mostro, regia di Luigi Zampa (1977)
- Parano, regia di Bernard Dubois (1980)
- Fuori dal giorno, regia di Paolo Bologna (1982)
- Pestalozzis Berg, regia di Peter von Gunten (1989)
- Tre colonne in cronaca, regia di Carlo Vanzina (1990)
- Giro di lune tra terra e mare, regia di Giuseppe M. Gaudino (1997)
- A ridosso dei ruderi, i Trionfi, regia di Franco Brocani (1997)
- Guardami, regia di Davide Ferrario (1999)
- Liberate i pesci, regia di Cristina Comencini (2000)
- Chimera, regia di Pappi Corsicato (2001)
- Tosca e altre due, regia di Giorgio Ferrara (2003)
- Gloss - Cambiare si può, regia di Valentina Brandolini (2007)

### Televisione
- Scrivimi un omicidio, di Frederick Knott, regia di Leonardo Cortese (1972)
- Gli uomini preferiscono le brune, di Robert Lamoureux, regia di Massimo Franciosa (1974)
- Lu curaggio de nu pumpiero napulitano, di Eduardo Scarpetta, regia di Eduardo De Filippo (1975)
- Li nepute de lu sinneco, di Eduardo Scarpetta, regia di Eduardo De Filippo (1975)
- 'Na Santarella, di Eduardo Scarpetta, regia di Eduardo De Filippo (1975)
- 'O tuono 'e marzo, di Vincenzo Scarpetta, regia di Eduardo De Filippo (1975)
- La rosa di zolfo, di Antonio Aniante, regia di Leonardo Cortese (1975)
- Uomo e galantuomo, di Eduardo De Filippo, regia di Eduardo De Filippo (1975)
- De Pretore Vincenzo, di Eduardo De Filippo, regia di Eduardo De Filippo (1976)
- L'arte della commedia, di Eduardo De Filippo, regia di Eduardo De Filippo (1976)
- Gli esami non finiscono mai, di Eduardo De Filippo, regia di Eduardo De Filippo (1976)
- Un amore di Dostoevskij, regia di Alessandro Cane - miniserie TV, 4 episodi (1978)
- Camera, regia di Augusto Zucchi (1979)
- La commediante veneziana, regia di Salvatore Nocita - miniserie TV, 3 episodi (1979)
- Il berretto a sonagli, di Luigi Pirandello, regia di Eduardo De Filippo (1981)
- Il commissario Montalbano, episodio La forma dell'acqua (2000)
- Il furto del tesoro, regia di Alberto Sironi (2000)

## Radio
- I congiurati del Sud, di Fabio Doplicher, regia di Roberto Guicciardini, 26 maggio 1976.
- Le case del vedovo, di George Bernard Shaw, regia di Augusto Zucchi, 14 febbraio 1978.